# Scopula permutans
Scopula permutans är en fjärilsart som beskrevs av Claude Herbulot 1972. Scopula permutans ingår i släktet Scopula och familjen mätare. Inga underarter finns listade.